# تپه بگ لر ۱
تپه بگ لر ۱ مربوط به دوره اشکانیان است و در شهرستان کوهدشت، بخش طرهان، ۲/۱ کیلومتری جنوب شرق شهر گراب واقع شده و این اثر در تاریخ ۲۲ اسفند ۱۳۸۵ با شمارهٔ ثبت ۱۸۱۹۸ به‌عنوان یکی از آثار ملی ایران به ثبت رسیده است.